# Pitkäjärvi (sjö i Ruokolax, Södra Karelen)
Pitkäjärvi är en sjö i kommunen Ruokolax i landskapet Södra Karelen i Finland. Sjön ligger 98,1 meter över havet. Den är 8,11 meter djup. Arean är 53 hektar och strandlinjen är 6,71 kilometer lång. Sjön  ingår i Vuoksens huvudavrinningsområde.   Den ligger omkring 50 km nordöst om Villmanstrand och omkring 250 km nordöst om Helsingfors. 